# 뮤직박스 가요대상
음반 판매량과 음악 방송에서의 방송횟수를 기준으로 매주 가용 인기 차트를 집계하여 순위을 산정하는 방식.
1989년 1회 시상식을  시작으로 1990년 12월 20일 한국일보 13층 송현클럽에서 '제2회 뮤직박스 가요대상' 시상식을 개최하였다.

## 시상식

### 1990년
- 가요대상 변진섭
- 남자가수부문 김민우
- 여자가수부문 민해경
- 신인남자 신해철
- 신인여자 김지연
- 그룹부문 봄 여름 가을 겨울
- 신인그룹부문 11월
- 영화음악기획부문 강인원
- 작사부문 노영심
- 작곡부문 하광훈
- 편곡부문 하광훈
- 레코드 기획 제작부문 엄영섭(쌍용기획대표)
- 녹음기술부문 정도원(장충 스튜디오)
- 특별부문 양수경

### 1991년
- 신인여자 전유나

### 1992년
- 가요대상 신승훈
- 남자가수부문 박정운
- 여자가수부문 강수지
- 신인남자 김민종
- 신인여자 한서경
- 포크가수 부문상 이윤수

### 1993년
- 작사가상 오태호
- 편곡부문 김형석

### 1994년
- 작곡가상 오태호